# Charles Royds
Charles William Rawson Royds (1 de febrero de 1876 - 5 de enero de 1931) fue un oficial de la Marina Real Británica y explorador que más tarde se desempeñó como Comisionado Adjunto de la Policía Metropolitana de Londres de 1926 a 1931. En este papel, estuvo a cargo de la administración y las operaciones uniformadas y también llevaba el título de cortesía del Comisionado Adjunto.

## Carrera
Royds nació en Rochdale, Lancashire. Asistió a la Real Academia Naval de Eastman en Southsea y se convirtió en Cadete Naval en el HMS Conway en junio de 1892. En agosto de 1892, se hizo a la mar en el crucero HMS Immortalité del Escuadrón del Canal. Sirvió en los cruceros HMS Australia y HMS Barfleur. En septiembre de 1896 fue comisionado como subteniente. En 1897, fue nombrado campeón del crucero HMS en el Escuadrón de entrenamiento. En 1898 recibió el ascenso temprano a Teniente por su hábil manejo de un bote que recogió a un hombre que se había caído por la borda en el Báltico. En 1899 navegó a las Indias Occidentales a bordo del HMS Crescent.
De 1901 a 1904, Royds fue Teniente Primero del RRS Discovery en la Expedición Antártica Nacional de Robert Falcon Scott. El Cabo Royds en la Antártida fue nombrado en honor  él. Luego se unió al acorazado HMS Bulwark en el Mediterráneo, y en 1907 fue transferido al HMS King Edward VII en la Flota del Canal. En junio de 1909 se convirtió en Oficial Ejecutivo en el rango de Comandante. En enero de 1911 se convirtió en el primer oficial ejecutivo del acorazado HMS Hércules, y en agosto de 1913 se transfirió al mismo puesto en el HMS Iron Duke, otro nuevo acorazado y buque insignia del almirante Jellicoe.
El 31 de diciembre de 1914, Royds fue ascendido a capitán y se convirtió en capitán de bandera del almirante Sir Stanley Colville, al mando de Orkney y Shetland. Seis meses después recibió el mando del acorazado HMS Emperor of India, una orden inusualmente importante para un Capitán junior. Permaneció en ella hasta enero de 1919, y fue nombrado Compañero de San Miguel y San Jorge (CMG) el 3 de junio de 1919 por su servicio de guerra. Sirvió en Dover por un tiempo y fue el último capitán del Royal Naval College Osborne, desde el 2 de enero de 1921 hasta su clausura en mayo del mismo año. Luego se convirtió en Director de Entrenamiento Físico y Deportes en el Almirantazgo, desde el 17 de mayo de 1921, sucediendo su hermano mayor, Percy. Desde octubre de 1923 hasta el 15 de octubre de 1925, fue comodoro en Devonport, su última designación naval.

### Últimos años
El 1 de enero de 1926, sucedió a Sir James Olive como Comisionado Adjunto de la Policía Metropolitana. En marzo de 1926, se retiró de la Marina Real en ascenso a contraalmirante. El 3 de junio de 1929, fue nombrado Caballero Comandante de la Orden del Imperio Británico (KBE) en los Honores del Centenario de la Policía Metropolitana. El 23 de mayo de 1930 fue ascendido a Vicealmirante en la Lista de Jubilados. Royds murió repentinamente mientras todavía estaba en el cargo como Comisionado Asistente. Sufrió un ataque al corazón mientras asistía a un ensayo de Strauss Ball en el Hotel Savoy y fue llevado de urgencia al Hospital Charing Cross, pero fue declarado muerto a su llegada.
Royds era un hombre muy alto, de más de seis pies de altura. En 1918, se casó con Mary Louisa Blane, una exactriz. Tuvieron una hija llamada Minna Mary Jessica Royds.